# Uracanthus cupressianus
Uracanthus cupressianus är en skalbaggsart som beskrevs av Rondonuwu och Austin 1988. Uracanthus cupressianus ingår i släktet Uracanthus och familjen långhorningar. Inga underarter finns listade i Catalogue of Life.